# Ropowica przestrzeni przygardłowej
Ropowica przestrzeni przygardłowej (łac. phlegmonae spatii parapharyngealis) – zapalenie ropowicze, będące zwykle powikłaniem stanów zapalnych toczących się w sąsiedztwie przestrzeni przygardłowej. Z powodu licznych połączeń przestrzeni i szerzenia się procesu zapalnego stanowi wciąż groźne dla życia powikłanie, chociaż z powodu rozwoju antybiotykoterapii jest obecnie rzadko spotykanym schorzeniem.

## Etiologia
Ropowica przestrzeni przygardłowej jest najczęściej związana z przejściem procesu zapalnego z sąsiednich struktur anatomicznych i stanowi ich powikłanie:
- ropień okołomigdałkowy
- angina
- ropne zapalenie ślinianki przyusznej (szczególnie jej płata głębokiego)
- zmiany zapalne korzeni ostatnich zębów trzonowych szczęki
- zapalenie szczytu piramidy kości skroniowej, które jest usznopochodnym powikłaniem wewnątrzczaszkowym

Do ropowicy przestrzeni przygardłowej dochodzi zwykle na skutek przejścia zakażenia następującymi drogami:
- drogą bezpośrednią (łac. per continuam) – przez ciągłość, poprzez szczeliny tkankowe
- drogą objętych zapaleniem naczyń chłonnych (łac. lymphangitis)
- drogą naczyń żylnych ulegających zakrzepowemu zapaleniu (łac. trombophlebitis)

## Objawy
- zwykle ciężki stan ogólny
- wysoka gorączka
- obrzęk i uwypuklenie twarzy na wysokości żuchwy mogące szerzyć się ku dołowi na szyję
- silna bolesność szyi, palpacyjna i przy poruszaniu szyją
- szczękościsk, często znacznie utrudniający badanie jamy ustnej i gardła
- w jamie ustnej widoczne jest uwypuklenie bocznej ściany gardła
- ból gardła po stronie ropowicy i odynofagia
- ślinotok
- bolesne powiększenie węzłów chłonnych szyi
- niekiedy zaburzenia oddychania

## Przebieg
Ropowica przestrzeni przygardłowej niekiedy może ulec ograniczeniu tworząc ropień przestrzeni przygardłowej (łac. abscessus spatii parapharyngealis), lub leż rozprzestrzeniać się ku górze w kierunku podstawy czaszki, a dalej do jamy czaszki lub ku dołowi do śródpiersia tylnego, a także do dołu podskroniowego, dołu skrzydłowo-podniebiennego, dna jamy ustnej, dołu zażuchwowego i tkanek miękkich szyi. Czasami może także dochodzić do posocznicy, na skutek przejścia zakażenia do naczyń szyjnych.

## Diagnostyka
- TK głowy (i szyi) – określa stopień zajęcia przestrzeni przygardłowej, informuje o ewentualnym utworzeniu ropnia i stopniu rozprzestrzeniania się zakażenia na inne tkanki i przestrzenie

## Leczenie
Ropowica przestrzeni przygardłowej jest zawsze wskazaniem do hospitalizacji na oddziale otolaryngologicznym. Leczenie polega na stosowaniu dużych dawek antybiotyków dożylnie o szerokim spektrum działania – głównie cefalosporyny III generacji w połączeniu z metronidazolem. Ponadto stosuje się także nacięcie i szeroki drenaż ropnia z dojścia zewnętrznego.

## Piśmiennictwo
- Otolaryngologia kliniczna. red. A. Zakrzewski. PZWL. Warszawa 1981. ISBN 83-200-0326-1
- Otorynolaryngologia praktyczna - podręcznik dla studentów i lekarzy. Tom II. red. G. Janczewki. wyd. Via Medica. Gdańsk 2005. ISBN 83-89861-36-4

Przeczytaj ostrzeżenie dotyczące informacji medycznych i pokrewnych zamieszczonych w Wikipedii.